# Skärsjötjärnen
Skärsjötjärnen är en sjö i Härjedalens kommun i Härjedalen och ingår i Ljusnans huvudavrinningsområde. Skärsjötjärnen ligger i Brovallvålen Natura 2000-område.